# Camak (Géorgie)
Camak est une ville américaine située dans le comté de Warren, en Géorgie. Selon le recensement de 2020, sa population est de 141 habitants.